# Mladen Iveković
Mladen Iveković (Zagreb, 1. ožujka 1903. – 18. prosinca 1970.) hrvatski političar i diplomat

## Životopis
Studirao je pravo u Zagrebu i Parizu, doktorirao je 1928. u Zagrebu. Član KPJ od 1934., uređivao je partijske listove "Odjek" i "Pregled", zatvaran u Kraljevini Jugoslaviji 1936. i 1938., u novoj državi 1941. također, spašen razmjenom 1942. godine zajedno s Hebrangom. Bio je član Izvršnog odbora AVNOJ-a i ZAVNOH-a, te ministar u prvoj vladi NR Hrvatske. Poslije rata veleposlanik FNRJ u SR Njemačkoj i Italiji.

## Djela
- "Nepokorena zemlja: zapisi iz IV. i V. neprijateljske ofenzive protiv narodno-oslobodilačke vojske i partizanskih odreda Jugoslavije", Nakladni zavod Hrvatske, Zagreb, 1945.
- "Hrvatska lijeva inteligencija: 1918. – 1945.", Naprijed, Zagreb, 1970.